# Louis Gallait
Louis Gallait (9 o 10 de maig de 1810 – 20 de novembre de 1887) fou un pintor, aquarel·lista i gravador belga. Especialista de la pintura històrica, dels retrats i de les pintures de gènere, en un estil neoclàssic.
Després d'estudiar en la Athénée royale de Tournai, entra en un bufet com a passant. A la nit, segueix els cursos de Philippe-Auguste Hennequin en la Académie de dessin de la seva ciutat natal. En 1832, obté el seu primer èxit amb la seva pintura Els diners de César (Le denier de César) que li dona el premi d'història en el concurs organitzat per la societat de les Belles arts i de Literatura de la ciutat de Gant. Malgrat la negativa de José de Hulste a garantir-li la continuació d'un subsidi de 300 francs que la ciutat de Tournai li concedia, Gallait viatja no obstant això a Anvers amb magres recursos per completar la seva formació sota la direcció de Matthieu-Ignace Van Brée. El seu Crist guarint als cecs, exposat a Brussel·les en 1833, el fet conèixer de l'opinió pública i es compra immediatament per a la catedral de Tournai per subscripció pública. Aquesta venda li permet anar a París a estudiar al Louvre mestres com Rubens, Ribera i Bartolomé Esteban Murillo.